# Live at Red Rocks Amphitheatre
Live at Red Rocks Amphitheatre es el segundo álbum en vivo del cantante y compositor australiano Vance Joy. El álbum fue lanzado el 16 de noviembre de 2018 en la última fecha de su gira mundial Nation of Two World Tour. El primer álbum en vivo fue de Fire and the Flood Tour, disponible sólo para descargar a través de su lista de correo y sus suscriptores en las redes sociales.

## Recepción

### Comentarios de la crítica
El álbum en directo de Joy recibió críticas favorables. Genevieve Morris de The AU Review expresó sobre el trabajo de Joy que: «todo el álbum recrea una dulce atmósfera» y agregó que «el set está bien construido y que la naturaleza amable y encantadora de Vance Joy lo lleva a través de una mirada lírica al amor, la lujuria y el desorden de las relaciones».

## Lista de canciones
- Lado A

| N.º | Título                | Escritor(es)         | Duración |  |
| 1.  | «Call If You Need Me» | James Keogh          | 2:46     |  |
| 2.  | «Mess Is Mine»        | Keogh                | 4:12     |  |
| 3.  | «Like Gold»           | Keogh · Dan Wilson   | 4:23     |  |
| 4.  | «Take Your Time»      | Keogh · Dave Bassett | 4:00     |  |
| 5.  | «Alone With Me»       | Keogh                | 5:31     |  |
| 6.  | «Fire and the Flood»  | Keogh · Benny Blanco | 4:52     |  |
| 7.  | «I'm with You»        | Keogh                | 4:30     |  |
| 8.  | «Little Boy»          | Keogh                | 6:24     |  |

- Lado B

| N.º   | Título              | Escritor(es)          | Duración |  |
| 1.    | «Bonnie & Clyde»    | Keogh                 | 3:23     |  |
| 2.    | «Wasted Time»       | Keogh                 | 5:28     |  |
| 3.    | «Georgia»           | Keogh                 | 4:53     |  |
| 4.    | «One of These Days» | Keogh · Justin Parker | 3:17     |  |
| 5.    | «We're Going Home»  | Keogh · Wilson        | 4:55     |  |
| 6.    | «Riptide»           | Keogh                 | 3:43     |  |
| 7.    | «Lay It on Me»      | Keogh · Bassett       | 3:59     |  |
| 8.    | «Saturday Sun»      | Keogh · Bassett       | 4:09     |  |
| 70:26 |                     |                       |          |  |

## Historial de lanzamiento
| Región    | Fecha                   | Formato                     | Discográfica     | Ref.  |
| --------- | ----------------------- | --------------------------- | ---------------- | ----- |
| Australia | 16 de noviembre de 2018 | Descarga digital, streaming | Liberation Music | [ 3 ] |
| Australia | 16 de noviembre de 2018 | Disco de vinilo             | Liberation Music | [ 4 ] |